# مستشفى جرجا العام
مستشفى جرجا العام هي مستشفي في جرجا، سوهاج، مصر.

## الوصف
مستشفي جرجا العام تتكون من 3 أدوار وبدروم، ومقام الدور الأرضي منها على مساحة 4788 متر مربع، ويضم 15 عيادة خارجية، و2 صالة غسيل كلوي، و4 معامل، وغرف لأشعة الرنين المغناطيسي، والأشعة المقطعية، وأشعة إكس، والسونار، والإيكو، وغرفة إنعاش بقسم الطوارئ، وصيدلية، وغرفتي ملاحظة رجال وسيدات، وغرفتي كشف وعزل بقسم الطوارئ، وغرفتي حسابات وأرشيف.